# Unicodeblock Snamennyj-Notenschrift
Der Unicodeblock Snamennyj-Notenschrift (engl.: Znamenny Musical Notation, U+1CF00 bis U+1CFCF) enthält Musiknoten der Krjuki-Notation, die in Russland verwendet wird.

## Tabelle
| Unicodenummer    | Zeichen (400 %) | Offizielle Bezeichnung                                                | Beschreibung                                                                    |
| ---------------- | --------------- | --------------------------------------------------------------------- | ------------------------------------------------------------------------------- |
| U+1CF00 (118528) | 𜼀                | ZNAMENNY COMBINING MARK GORAZDO NIZKO S KRYZHEM ON LEFT               | Snamennyj-Kombiniertes Zeichen Gorazdo Nizko mit Kryzhem links                  |
| U+1CF01 (118529) | 𜼁                | ZNAMENNY COMBINING MARK NIZKO S KRYZHEM ON LEFT                       | Snamennyj-Kombiniertes Zeichen Nizko mit Kryzhem links                          |
| U+1CF02 (118530) | 𜼂                | ZNAMENNY COMBINING MARK TSATA ON LEFT                                 | Snamennyj-Kombiniertes Zeichen Tsata links                                      |
| U+1CF03 (118531) | 𜼃                | ZNAMENNY COMBINING MARK GORAZDO NIZKO ON LEFT                         | Snamennyj-Kombiniertes Zeichen Gorazdo Nizko links                              |
| U+1CF04 (118532) | 𜼄                | ZNAMENNY COMBINING MARK NIZKO ON LEFT                                 | Snamennyj-Kombiniertes Zeichen Nizko links                                      |
| U+1CF05 (118533) | 𜼅                | ZNAMENNY COMBINING MARK SREDNE ON LEFT                                | Snamennyj-Kombiniertes Zeichen Sredne links                                     |
| U+1CF06 (118534) | 𜼆                | ZNAMENNY COMBINING MARK MALO POVYSHE ON LEFT                          | Snamennyj-Kombiniertes Zeichen Malo Povyshe links                               |
| U+1CF07 (118535) | 𜼇                | ZNAMENNY COMBINING MARK POVYSHE ON LEFT                               | Snamennyj-Kombiniertes Zeichen Povyshe links                                    |
| U+1CF08 (118536) | 𜼈                | ZNAMENNY COMBINING MARK VYSOKO ON LEFT                                | Snamennyj-Kombiniertes Zeichen Vysoko links                                     |
| U+1CF09 (118537) | 𜼉                | ZNAMENNY COMBINING MARK MALO POVYSHE S KHOKHLOM ON LEFT               | Snamennyj-Kombiniertes Zeichen Malo Povyshe mit Khokhlom links                  |
| U+1CF0A (118538) | 𜼊                | ZNAMENNY COMBINING MARK POVYSHE S KHOKHLOM ON LEFT                    | Snamennyj-Kombiniertes Zeichen Povyshe mit Khokhlom links                       |
| U+1CF0B (118539) | 𜼋                | ZNAMENNY COMBINING MARK VYSOKO S KHOKHLOM ON LEFT                     | Snamennyj-Kombiniertes Zeichen Vysoko mit Khokhlom links                        |
| U+1CF0C (118540) | 𜼌                | ZNAMENNY COMBINING MARK GORAZDO NIZKO S KRYZHEM ON RIGHT              | Snamennyj-Kombiniertes Zeichen Gorazdo Nizko mit Kryzhem rechts                 |
| U+1CF0D (118541) | 𜼍                | ZNAMENNY COMBINING MARK NIZKO S KRYZHEM ON RIGHT                      | Snamennyj-Kombiniertes Zeichen Nizko mit Kryzhem rechts                         |
| U+1CF0E (118542) | 𜼎                | ZNAMENNY COMBINING MARK TSATA ON RIGHT                                | Snamennyj-Kombiniertes Zeichen Tsata rechts                                     |
| U+1CF0F (118543) | 𜼏                | ZNAMENNY COMBINING MARK GORAZDO NIZKO ON RIGHT                        | Snamennyj-Kombiniertes Zeichen Gorazdo Nizko rechts                             |
| U+1CF10 (118544) | 𜼐                | ZNAMENNY COMBINING MARK NIZKO ON RIGHT                                | Snamennyj-Kombiniertes Zeichen Nizko rechts                                     |
| U+1CF11 (118545) | 𜼑                | ZNAMENNY COMBINING MARK SREDNE ON RIGHT                               | Snamennyj-Kombiniertes Zeichen Sredne rechts                                    |
| U+1CF12 (118546) | 𜼒                | ZNAMENNY COMBINING MARK MALO POVYSHE ON RIGHT                         | Snamennyj-Kombiniertes Zeichen Malo Povyshe rechts                              |
| U+1CF13 (118547) | 𜼓                | ZNAMENNY COMBINING MARK POVYSHE ON RIGHT                              | Snamennyj-Kombiniertes Zeichen Povyshe rechts                                   |
| U+1CF14 (118548) | 𜼔                | ZNAMENNY COMBINING MARK VYSOKO ON RIGHT                               | Snamennyj-Kombiniertes Zeichen Vysoko rechts                                    |
| U+1CF15 (118549) | 𜼕                | ZNAMENNY COMBINING MARK MALO POVYSHE S KHOKHLOM ON RIGHT              | Snamennyj-Kombiniertes Zeichen Malo Povyshe mit Khokhlom rechts                 |
| U+1CF16 (118550) | 𜼖                | ZNAMENNY COMBINING MARK POVYSHE S KHOKHLOM ON RIGHT                   | Snamennyj-Kombiniertes Zeichen Povyshe mit Khokhlom rechts                      |
| U+1CF17 (118551) | 𜼗                | ZNAMENNY COMBINING MARK VYSOKO S KHOKHLOM ON RIGHT                    | Snamennyj-Kombiniertes Zeichen Vysoko mit Khokhlom rechts                       |
| U+1CF18 (118552) | 𜼘                | ZNAMENNY COMBINING MARK TSATA S KRYZHEM                               | Snamennyj-Kombiniertes Zeichen Tsata mit Kryzhem                                |
| U+1CF19 (118553) | 𜼙                | ZNAMENNY COMBINING MARK MALO POVYSHE S KRYZHEM                        | Snamennyj-Kombiniertes Zeichen Malo Povyshe mit Kryzhem                         |
| U+1CF1A (118554) | 𜼚                | ZNAMENNY COMBINING MARK STRANNO MALO POVYSHE                          | Snamennyj-Kombiniertes Zeichen Stranno Malo Povyshe                             |
| U+1CF1B (118555) | 𜼛                | ZNAMENNY COMBINING MARK POVYSHE S KRYZHEM                             | Snamennyj-Kombiniertes Zeichen Malo Povyshe mit Kryzhem                         |
| U+1CF1C (118556) | 𜼜                | ZNAMENNY COMBINING MARK POVYSHE S KRYZHEM                             | Snamennyj-Kombiniertes Zeichen Povyshe mit Kryzhem                              |
| U+1CF1D (118557) | 𜼝                | ZNAMENNY COMBINING MARK VYSOKO S KRYZHEM                              | Snamennyj-Kombiniertes Zeichen Vysoko mit Kryzhem                               |
| U+1CF1E (118558) | 𜼞                | ZNAMENNY COMBINING MARK MALO POVYSHE STRANNO                          | Snamennyj-Kombiniertes Zeichen Povyshe Stranno                                  |
| U+1CF1F (118559) | 𜼟                | ZNAMENNY COMBINING MARK MALO GORAZDO VYSOKO                           | Snamennyj-Kombiniertes Zeichen Gorazdo Vysoko                                   |
| U+1CF20 (118560) | 𜼠                | ZNAMENNY COMBINING MARK ZELO                                          | Snamennyj-Kombiniertes Zeichen Zelo                                             |
| U+1CF21 (118561) | 𜼡                | ZNAMENNY COMBINING MARK ON                                            | Snamennyj-Kombiniertes Zeichen On                                               |
| U+1CF22 (118562) | 𜼢                | ZNAMENNY COMBINING MARK RAVNO                                         | Snamennyj-Kombiniertes Zeichen Ravno                                            |
| U+1CF23 (118563) | 𜼣                | ZNAMENNY COMBINING MARK TIKHAYA                                       | Snamennyj-Kombiniertes Zeichen Tikhaya                                          |
| U+1CF24 (118564) | 𜼤                | ZNAMENNY COMBINING MARK BORZAYA                                       | Snamennyj-Kombiniertes Zeichen Borzaya                                          |
| U+1CF25 (118565) | 𜼥                | ZNAMENNY COMBINING MARK UDARKA                                        | Snamennyj-Kombiniertes Zeichen Udarka                                           |
| U+1CF26 (118566) | 𜼦                | ZNAMENNY COMBINING MARK PODVERTKA                                     | Snamennyj-Kombiniertes Zeichen Podvertka                                        |
| U+1CF27 (118567) | 𜼧                | ZNAMENNY COMBINING MARK LOMKA                                         | Snamennyj-Kombiniertes Zeichen Lokma                                            |
| U+1CF28 (118568) | 𜼨                | ZNAMENNY COMBINING MARK KUPNAYA                                       | Snamennyj-Kombiniertes Zeichen Kupnaya                                          |
| U+1CF29 (118569) | 𜼩                | ZNAMENNY COMBINING MARK KACHKA                                        | Snamennyj-Kombiniertes Zeichen Kachka                                           |
| U+1CF2A (118570) | 𜼪                | ZNAMENNY COMBINING MARK ZEVOK                                         | Snamennyj-Kombiniertes Zeichen Zevok                                            |
| U+1CF2B (118571) | 𜼫                | ZNAMENNY COMBINING MARK SKOBA                                         | Snamennyj-Kombiniertes Zeichen Skoba                                            |
| U+1CF2C (118572) | 𜼬                | ZNAMENNY COMBINING MARK RAZSEKA                                       | Snamennyj-Kombiniertes Zeichen Razseka                                          |
| U+1CF2D (118573) | 𜼭                | ZNAMENNY COMBINING MARK ON LEFT                                       | Snamennyj-Kombiniertes Zeichen On (links)                                       |
| U+1CF30 (118576) | 𜼰                | ZNAMENNY COMBINING TONAL RANGE MARK MRACHNO                           | Snamennyj-Tonalbereichsmarke Mrachno                                            |
| U+1CF31 (118577) | 𜼱                | ZNAMENNY COMBINING TONAL RANGE MARK SVETLO                            | Snamennyj-Tonalbereichsmarke Svetlo                                             |
| U+1CF32 (118578) | 𜼲                | ZNAMENNY COMBINING TONAL RANGE MARK TRESVETLO                         | Snamennyj-Tonalbereichsmarke Tresvetlo                                          |
| U+1CF33 (118579) | 𜼳                | ZNAMENNY COMBINING MARK ZADERZHKA                                     | Snamennyj-Kombiniertes Zeichen Zaderzhka                                        |
| U+1CF34 (118580) | 𜼴                | ZNAMENNY COMBINING MARK DEMESTVENNY ZADERZHKA                         | Snamennyj-Kombiniertes Zeichen Demestvenny Zaderzhka                            |
| U+1CF35 (118581) | 𜼵                | ZNAMENNY COMBINING MARK OTSECHKA                                      | Snamennyj-Kombiniertes Zeichen Otsechka                                         |
| U+1CF36 (118582) | 𜼶                | ZNAMENNY COMBINING MARK PODCHASHIE                                    | Snamennyj-Kombiniertes Zeichen Podchashie                                       |
| U+1CF37 (118583) | 𜼷                | ZNAMENNY COMBINING MARK PODCHASHIE WITH VERTICAL STROKE               | Snamennyj-Kombiniertes Zeichen Podchashie mit vertikalem Strich                 |
| U+1CF38 (118584) | 𜼸                | ZNAMENNY COMBINING MARK CHASHKA                                       | Snamennyj-Kombiniertes Zeichen Chashka                                          |
| U+1CF39 (118585) | 𜼹                | ZNAMENNY COMBINING MARK CHASHKA POLNAYA                               | Snamennyj-Kombiniertes Zeichen Chashka Polnaya                                  |
| U+1CF3A (118586) | 𜼺                | ZNAMENNY COMBINING MARK OBLACHKO                                      | Snamennyj-Kombiniertes Zeichen Oblachko                                         |
| U+1CF3B (118587) | 𜼻                | ZNAMENNY COMBINING MARK SOROCHYA NOZHKA                               | Snamennyj-Kombiniertes Zeichen Sorochya Nozhka                                  |
| U+1CF3C (118588) | 𜼼                | ZNAMENNY COMBINING MARK TOCHKA                                        | Snamennyj-Kombiniertes Zeichen Chashka Tochka                                   |
| U+1CF3D (118589) | 𜼽                | ZNAMENNY COMBINING MARK DVOETOCHIE                                    | Snamennyj-Kombiniertes Zeichen Chashka Dvoetochie                               |
| U+1CF3E (118590) | 𜼾                | ZNAMENNY COMBINING ATTACHING VERTICAL OMET                            | Snamennyj-Kombiniertes Zeichen Angehängtes Vertikales Omet                      |
| U+1CF3F (118591) | 𜼿                | ZNAMENNY COMBINING MARK CURVED OMET                                   | Snamennyj-Kombiniertes Zeichen Gebogenes Omet                                   |
| U+1CF40 (118592) | 𜽀                | ZNAMENNY COMBINING MARK KRYZH                                         | Snamennyj-Kombiniertes Zeichen Kryzh                                            |
| U+1CF41 (118593) | 𜽁                | ZNAMENNY COMBINING LOWER TONAL RANGE INDICATOR                        | Snamennyj-Kombiniertes Zeichen Anzeige für einen tieferen Ton                   |
| U+1CF42 (118594) | 𜽂                | ZNAMENNY PRIZNAK MODIFIER LEVEL-2                                     | Snamennyj-Priznak-Modifikator Level 2                                           |
| U+1CF43 (118595) | 𜽃                | ZNAMENNY PRIZNAK MODIFIER LEVEL-3                                     | Snamennyj-Priznak-Modifikator Level 3                                           |
| U+1CF44 (118596) | 𜽄                | ZNAMENNY PRIZNAK MODIFIER DIRECTION FLIP                              | Snamennyj-Priznak-Modifikator Richtungsumkehr                                   |
| U+1CF45 (118597) | 𜽅                | ZNAMENNY PRIZNAK MODIFIER KRYZH                                       | Snamennyj-Priznak-Modifikator Kryzh                                             |
| U+1CF46 (118598) | 𜽆                | ZNAMENNY PRIZNAK MODIFIER ROG                                         | Snamennyj-Priznak-Modifikator Rog                                               |
| U+1CF50 (118608) | 𜽐               | ZNAMENNY NEUME KRYUK                                                  | Snamennyj-Neume Kryuk                                                           |
| U+1CF51 (118609) | 𜽑               | ZNAMENNY NEUME KRYUK TIKHY                                            | Snamennyj-Neume Kryuk Tikhy                                                     |
| U+1CF52 (118610) | 𜽒               | ZNAMENNY NEUME PARAKLIT                                               | Snamennyj-Neume Paraklitt                                                       |
| U+1CF53 (118611) | 𜽓               | ZNAMENNY NEUME DVA V CHELNU                                           | Snamennyj-Neume Dva mit Chelnu                                                  |
| U+1CF54 (118612) | 𜽔               | ZNAMENNY NEUME KLYUCH                                                 | Snamennyj-Neume Klyuch                                                          |
| U+1CF55 (118613) | 𜽕               | ZNAMENNY NEUME ZANOZHEK                                               | Snamennyj-Neume Zanozhek                                                        |
| U+1CF56 (118614) | 𜽖               | ZNAMENNY NEUME STOPITSA                                               | Snamennyj-Neume Stopitsa                                                        |
| U+1CF57 (118615) | 𜽗               | ZNAMENNY NEUME STOPITSA S OCHKOM                                      | Snamennyj-Neume Stopitsamit Ochkom                                              |
| U+1CF58 (118616) | 𜽘               | ZNAMENNY NEUME PEREVODKA                                              | Snamennyj-Neume Perevodka                                                       |
| U+1CF59 (118617) | 𜽙               | ZNAMENNY NEUME PEREVODKA NEPOSTOYANNAYA                               | Snamennyj-Neume Perevodka Nepostoyannaya                                        |
| U+1CF5A (118618) | 𜽚               | ZNAMENNY NEUME STOPITSA WITH SOROCHYA NOZHKA                          | Snamennyj-Neume Stpitsa mit Sorochya Nozhka                                     |
| U+1CF5B (118619) | 𜽛               | ZNAMENNY NEUME CHELYUSTKA                                             | Snamennyj-Neume Chelyustka                                                      |
| U+1CF5C (118620) | 𜽜               | ZNAMENNY NEUME PALKA                                                  | Snamennyj-Neume Palka                                                           |
| U+1CF5D (118621) | 𜽝               | ZNAMENNY NEUME ZAPYATAYA                                              | Snamennyj-Neume Zapyataya                                                       |
| U+1CF5E (118622) | 𜽞               | ZNAMENNY NEUME GOLUBCHIK BORZY                                        | Snamennyj-Neume Golubchik Borzy                                                 |
| U+1CF5F (118623) | 𜽟               | ZNAMENNY NEUME GOLUBCHIK TIKHY                                        | Snamennyj-Neume Golubchik Tikhy                                                 |
| U+1CF60 (118624) | 𜽠               | ZNAMENNY NEUME GOLUBCHIK MRACHNY                                      | Snamennyj-Neume Golubchik Mrachny                                               |
| U+1CF61 (118625) | 𜽡               | ZNAMENNY NEUME GOLUBCHIK SVETLY                                       | Snamennyj-Neume Golubchik Svetly                                                |
| U+1CF62 (118626) | 𜽢               | ZNAMENNY NEUME GOLUBCHIK TRESVETLY                                    | Snamennyj-Neume Golubchik Trestvetly                                            |
| U+1CF63 (118627) | 𜽣               | ZNAMENNY NEUME VRAKHIYA PROSTAYA                                      | Snamennyj-Neume Vrakhiya Prostaya                                               |
| U+1CF64 (118628) | 𜽤               | ZNAMENNY NEUME VRAKHIYA MRACHNAYA                                     | Snamennyj-Neume Vrakhiya Mrachnaya                                              |
| U+1CF65 (118629) | 𜽥               | ZNAMENNY NEUME VRAKHIYA SVETLAYA                                      | Snamennyj-Neume Vrakhiya Svetlaya                                               |
| U+1CF66 (118630) | 𜽦               | ZNAMENNY NEUME VRAKHIYA TRESVETLAYA                                   | Snamennyj-Neume Vrakhiya Tresvetlaya                                            |
| U+1CF67 (118631) | 𜽧               | ZNAMENNY NEUME VRAKHIYA KLYUCHEVAYA                                   | Snamennyj-Neume Vrakhiya Klyuchevaya                                            |
| U+1CF68 (118632) | 𜽨               | ZNAMENNY NEUME VRAKHIYA KLYUCHEVAYA MRACHNAYA                         | Snamennyj-Neume Vrakhiya Klyuchevaya Mrachnaya                                  |
| U+1CF69 (118633) | 𜽩               | ZNAMENNY NEUME VRAKHIYA KLYUCHEVAYA SVETLAYA                          | Snamennyj-Neume Vrakhiya Klyuchevaya Svetlaya                                   |
| U+1CF6A (118634) | 𜽪               | ZNAMENNY NEUME VRAKHIYA KLYUCHEVAYA TRESVETLAYA                       | Snamennyj-Neume Vrakhiya Klyuchevaya Tresvetlaya                                |
| U+1CF6B (118635) | 𜽫               | ZNAMENNY NEUME DOUBLE ZAPYATAYA                                       | Snamennyj-Neume Vrakhiya Doppeltes Zapyataya                                    |
| U+1CF6C (118636) | 𜽬               | ZNAMENNY NEUME REVERSED CHELYUSTKA                                    | Snamennyj-Neume Vrakhiya Reserviertes Chelyustka                                |
| U+1CF6D (118637) | 𜽭               | ZNAMENNY NEUME DERBITSA                                               | Snamennyj-Neume Derbitsa                                                        |
| U+1CF6E (118638) | 𜽮               | ZNAMENNY NEUME KHAMILO                                                | Snamennyj-Neume Khamilo                                                         |
| U+1CF6F (118639) | 𜽯               | ZNAMENNY NEUME CHASHKA                                                | Snamennyj-Neume Chashka                                                         |
| U+1CF70 (118640) | 𜽰               | ZNAMENNY NEUME PODCHASHIE                                             | Snamennyj-Neume Podchashie                                                      |
| U+1CF71 (118641) | 𜽱               | ZNAMENNY NEUME SKAMEYTSA MRACHNAYA                                    | Snamennyj-Neume Skameytsa Mrachnaya                                             |
| U+1CF72 (118642) | 𜽲               | ZNAMENNY NEUME SKAMEYTSA SVETLAYA                                     | Snamennyj-Neume Skameytsa Svetlaya                                              |
| U+1CF73 (118643) | 𜽳               | ZNAMENNY NEUME SKAMEYTSA TRESVETLAYA                                  | Snamennyj-Neume Skameytsa Tresvetlaya                                           |
| U+1CF74 (118644) | 𜽴               | ZNAMENNY NEUME SKAMEYTSA TIKHAYA                                      | Snamennyj-Neume Skameytsa Tikhaya                                               |
| U+1CF75 (118645) | 𜽵               | ZNAMENNY NEUME DEMESTVENNY KLYUCH                                     | Snamennyj-Neume Demestvenny Klyuch                                              |
| U+1CF76 (118646) | 𜽶               | ZNAMENNY NEUME SKAMEYTSA KLYUCHEVAYA SVETLAYA                         | Snamennyj-Neume Skameytsa Klyuchevaya Svetlaya                                  |
| U+1CF77 (118647) | 𜽷               | ZNAMENNY NEUME SKAMEYTSA KLYUCHENEPOSTOYANNAYA                        | Snamennyj-Neume Skameytsa Klyuchevaya Klyuchenepostoyannaya                     |
| U+1CF78 (118648) | 𜽸               | ZNAMENNY NEUME SKAMEYTSA KLYUCHEVAYA TIKHAYA                          | Snamennyj-Neume Skameytsa Klyuchevaya Tikhaya                                   |
| U+1CF79 (118649) | 𜽹               | ZNAMENNY NEUME SKAMEYTSA DVOECHELNAYA PROSTAYA                        | Snamennyj-Neume Skameytsa Dvochelnaya Prostaya                                  |
| U+1CF7A (118650) | 𜽺               | ZNAMENNY NEUME SKAMEYTSA DVOECHELNAYA SVETLAYA                        | Snamennyj-Neume Skameytsa Dvochelnaya Svetlaya                                  |
| U+1CF7B (118651) | 𜽻               | ZNAMENNY NEUME SKAMEYTSA DVOECHELNAYA NEPOSTOYANNAYA                  | Snamennyj-Neume Skameytsa Dvochelnaya Nepostoyannaya                            |
| U+1CF7C (118652) | 𜽼               | ZNAMENNY NEUME SKAMEYTSA DVOECHELNAYA KLYUCHEVAYA                     | Snamennyj-Neume Skameytsa Dvochelnaya Klyuchevaya                               |
| U+1CF7D (118653) | 𜽽               | ZNAMENNY NEUME SLOZHITIE                                              | Snamennyj-Neume Slozhitie                                                       |
| U+1CF7E (118654) | 𜽾               | ZNAMENNY NEUME SLOZHITIE S ZAPYATOY                                   | Snamennyj-Neume Slozhitie mit Zapyatoy                                          |
| U+1CF7F (118655) | 𜽿               | ZNAMENNY NEUME SLOZHITIE ZAKRYTOE                                     | Snamennyj-Neume Slozhitie Zakrytoe                                              |
| U+1CF80 (118656) | 𜾀               | ZNAMENNY NEUME SLOZHITIE S KRYZHEM                                    | Snamennyj-Neume Slozhitie mit Kryzhem                                           |
| U+1CF81 (118657) | 𜾁               | ZNAMENNY NEUME KRYZH                                                  | Snamennyj-Neume Kryzh                                                           |
| U+1CF82 (118658) | 𜾂               | ZNAMENNY NEUME ROG                                                    | Snamennyj-Neume Rog                                                             |
| U+1CF83 (118659) | 𜾃               | ZNAMENNY NEUME FITA                                                   | Snamennyj-Neume Fita                                                            |
| U+1CF84 (118660) | 𜾄               | ZNAMENNY NEUME KOBYLA                                                 | Snamennyj-Neume Kobyla                                                          |
| U+1CF85 (118661) | 𜾅               | ZNAMENNY NEUME ZMEYTSA                                                | Snamennyj-Neume Zmeytsa                                                         |
| U+1CF86 (118662) | 𜾆               | ZNAMENNY NEUME STATYA                                                 | Snamennyj-Neume Statya                                                          |
| U+1CF87 (118663) | 𜾇               | ZNAMENNY NEUME STATYA S ZAPYATOY                                      | Snamennyj-Neume Statya mit Zapyatoy                                             |
| U+1CF88 (118664) | 𜾈               | ZNAMENNY NEUME STATYA S KRYZHEM                                       | Snamennyj-Neume Statya mit Kryzhem                                              |
| U+1CF89 (118665) | 𜾉               | ZNAMENNY NEUME STATYA S ZAPYATOY I KRYZHEM                            | Snamennyj-Neume Statya mit Zapyatoy und Kryzhem                                 |
| U+1CF8A (118666) | 𜾊               | ZNAMENNY NEUME STATYA S KRYZHEM I ZAPYATOY                            | Snamennyj-Neume Statya mit Kryzhem und Zapyatoy                                 |
| U+1CF8B (118667) | 𜾋               | ZNAMENNY NEUME STATYA ZAKRYTAYA                                       | Snamennyj-Neume Statya mit Zakrytaya                                            |
| U+1CF8C (118668) | 𜾌               | ZNAMENNY NEUME STATYA ZAKRYTAYA S ZAPYATOY                            | Snamennyj-Neume Statya mit Zakrytaya und Zapyatoy                               |
| U+1CF8D (118669) | 𜾍               | ZNAMENNY NEUME STATYA S ROGOM                                         | Snamennyj-Neume Statya mit Rogom                                                |
| U+1CF8E (118670) | 𜾎               | ZNAMENNY NEUME STATYA S DVUMYA ZAPYATYMI                              | Snamennyj-Neume Statya mit Dvumya Zapyatymi                                     |
| U+1CF8F (118671) | 𜾏               | ZNAMENNY NEUME STATYA S ZAPYATOY I PODCHASHIEM                        | Snamennyj-Neume Statya mit Zapyatoy und Podchashiem                             |
| U+1CF90 (118672) | 𜾐               | ZNAMENNY NEUME POLKULIZMY                                             | Snamennyj-Neume Statya Polkulizmy                                               |
| U+1CF91 (118673) | 𜾑               | ZNAMENNY NEUME STATYA NEPOSTOYANNAYA                                  | Snamennyj-Neume Statya Nepostoyannaya                                           |
| U+1CF92 (118674) | 𜾒               | ZNAMENNY NEUME STRELA PROSTAYA                                        | Snamennyj-Neume Strela Prostaya                                                 |
| U+1CF93 (118675) | 𜾓               | ZNAMENNY NEUME STRELA MRACHNOTIKHAYA                                  | Snamennyj-Neume Strela Mrachnotikhaya                                           |
| U+1CF94 (118676) | 𜾔               | ZNAMENNY NEUME STRELA KRYZHEVAYA                                      | Snamennyj-Neume Strela Kryzhevaya                                               |
| U+1CF95 (118677) | 𜾕               | ZNAMENNY NEUME STRELA POLUPOVODNAYA                                   | Snamennyj-Neume Strela Polupovodnaya                                            |
| U+1CF96 (118678) | 𜾖               | ZNAMENNY NEUME STRELA POVODNAYA                                       | Snamennyj-Neume Strela Povodnaya                                                |
| U+1CF97 (118679) | 𜾗               | ZNAMENNY NEUME STRELA NEPOSTOYANNAYA                                  | Snamennyj-Neume Strela Nepostoyannaya                                           |
| U+1CF98 (118680) | 𜾘               | ZNAMENNY NEUME STRELA KLYUCHEPOVODNAYA                                | Snamennyj-Neume Strela Klyuchepovodnaya                                         |
| U+1CF99 (118681) | 𜾙               | ZNAMENNY NEUME STRELA KLYUCHENEPOSTOYANNAYA                           | Snamennyj-Neume Strela Klyuchenepostoyannaya                                    |
| U+1CF9A (118682) | 𜾚               | ZNAMENNY NEUME STRELA TIKHAYA PUTNAYA                                 | Snamennyj-Neume Strela Tikhaya Putnaya                                          |
| U+1CF9B (118683) | 𜾛               | ZNAMENNY NEUME STRELA DVOECHELNAYA                                    | Snamennyj-Neume Strela Dvechelnaya                                              |
| U+1CF9C (118684) | 𜾜               | ZNAMENNY NEUME STRELA DVOECHELNOKRYZHEVAYA                            | Snamennyj-Neume Strela Dvoechelnokryzhevaya                                     |
| U+1CF9D (118685) | 𜾝               | ZNAMENNY NEUME STRELA DVOECHELNOPOVODNAYA                             | Snamennyj-Neume Strela Dvoechelnopovodnaya                                      |
| U+1CF9E (118686) | 𜾞               | ZNAMENNY NEUME STRELA DVOECHELNAYA KLYUCHEVAYA                        | Snamennyj-Neume Strela Dvoechelnaya Klyuchevaya                                 |
| U+1CF9F (118687) | 𜾟               | ZNAMENNY NEUME STRELA DVOECHELNOPOVODNAYA KLYUCHEVAYA                 | Snamennyj-Neume Strela Dvoechelnopovodnaya Klyuchevaya                          |
| U+1CFA0 (118688) | 𜾠               | ZNAMENNY NEUME STRELA GROMNAYA WITH SINGLE ZAPYATAYA                  | Snamennyj-Neume Strela Gromnaya mit einzelnem Zapyataya                         |
| U+1CFA1 (118689) | 𜾡               | ZNAMENNY NEUME STRELA GROMOPOVODNAYA WITH SINGLE ZAPYATAYA            | Snamennyj-Neume Strela Gromopovodnaya mit einzelnem Zapyataya                   |
| U+1CFA2 (118690) | 𜾢               | ZNAMENNY NEUME STRELA GROMNAYA                                        | Snamennyj-Neume Strela Gromnaya                                                 |
| U+1CFA3 (118691) | 𜾣               | ZNAMENNY NEUME STRELA GROMOPOVODNAYA                                  | Snamennyj-Neume Strela Gromopovodnaya                                           |
| U+1CFA4 (118692) | 𜾤               | ZNAMENNY NEUME STRELA GROMOPOVODNAYA WITH DOUBLE ZAPYATAYA            | Snamennyj-Neume Strela Gromopovodnaya mit doppeltem Zapyataya                   |
| U+1CFA5 (118693) | 𜾥               | ZNAMENNY NEUME STRELA GROMOKRYZHEVAYA                                 | Snamennyj-Neume Strela Gromokryzhevaya                                          |
| U+1CFA6 (118694) | 𜾦               | ZNAMENNY NEUME STRELA GROMOKRYZHEVAYA POVODNAYA                       | Snamennyj-Neume Strela Gromokryzhevaya Povodnaya                                |
| U+1CFA7 (118694) | 𜾧               | ZNAMENNY NEUME MECHIK                                                 | Snamennyj-Neume Mechik                                                          |
| U+1CFA8 (118696) | 𜾨               | ZNAMENNY NEUME MECHIK POVODNY                                         | Snamennyj-Neume Mechik Povodny                                                  |
| U+1CFA9 (118697) | 𜾩               | ZNAMENNY NEUME MECHIK KLYUCHEVOY                                      | Snamennyj-Neume Mechik Klyuchevoy                                               |
| U+1CFAA (118698) | 𜾪               | ZNAMENNY NEUME MECHIK KLYUCHEPOVODNY                                  | Snamennyj-Neume Mechik Klyuchepovodny                                           |
| U+1CFAB (118699) | 𜾫               | ZNAMENNY NEUME MECHIK KLYUCHENEPOSTOYANNY                             | Snamennyj-Neume Mechik Klyuchenepostoyanny                                      |
| U+1CFAC (118700) | 𜾬               | ZNAMENNY NEUME STRELA TRYASOGLASNAYA                                  | Snamennyj-Neume Strela Tryasoglasnaya                                           |
| U+1CFAD (118701) | 𜾭               | ZNAMENNY NEUME STRELA TRYASOPOVODNAYA                                 | Snamennyj-Neume Strela Tryasopovodnaya                                          |
| U+1CFAE (118702) | 𜾮               | ZNAMENNY NEUME STRELA TRYASOSTRELNAYA                                 | Snamennyj-Neume Strela Tryasostrelnaya                                          |
| U+1CFAF (118703) | 𜾯               | ZNAMENNY NEUME OSOKA                                                  | Snamennyj-Neume Mechik Osoka                                                    |
| U+1CFB0 (118704) | 𜾰               | ZNAMENNY NEUME OSOKA SVETLAYA                                         | Snamennyj-Neume Mechik Osoka Svetlaya                                           |
| U+1CFB1 (118705) | 𜾱               | ZNAMENNY NEUME OSOKA TRESVETLAYA                                      | Snamennyj-Neume Mechik Osoka Tresvetlaya                                        |
| U+1CFB2 (118706) | 𜾲               | ZNAMENNY NEUME OSOKA KRYUKOVAYA SVETLAYA                              | Snamennyj-Neume Mechik Osoka Kryukovaya Svetlaya                                |
| U+1CFB3 (118707) | 𜾳               | ZNAMENNY NEUME OSOKA KLYUCHEVAYA SVETLAYA                             | Snamennyj-Neume Mechik Osoka Klyuchevaya Svetlaya                               |
| U+1CFB4 (118708) | 𜾴               | ZNAMENNY NEUME OSOKA KLYUCHEVAYA NEPOSTOYANNAYA                       | Snamennyj-Neume Mechik Osoka Klyuchevaya Nepostyannaya                          |
| U+1CFB5 (118709) | 𜾵               | ZNAMENNY NEUME STRELA KRYUKOVAYA                                      | Snamennyj-Neume Mechik Strela Kryukovaya                                        |
| U+1CFB6 (118710) | 𜾶               | ZNAMENNY NEUME STRELA KRYUKOVAYA POVODNAYA                            | Snamennyj-Neume Mechik Strela Kryukovaya Povodnaya                              |
| U+1CFB7 (118711) | 𜾷               | ZNAMENNY NEUME STRELA KRYUKOVAYA GROMNAYA WITH SINGLE ZAPYATAYA       | Snamennyj-Neume Mechik Strela Kryukovaya Gromnaya mit einzelnem Zapyataya       |
| U+1CFB8 (118712) | 𜾸               | ZNAMENNY NEUME STRELA KRYUKOVAYA GROMOPOVODNAYA WITH SINGLE ZAPYATAYA | Snamennyj-Neume Mechik Strela Kryukovaya Gromopovodnaya mit einzelnem Zapyataya |
| U+1CFB9 (118713) | 𜾹               | ZNAMENNY NEUME STRELA KRYUKOVAYA GROMNAYA                             | Snamennyj-Neume Mechik Strela Kryukovaya Gromnaya                               |
| U+1CFBA (118714) | 𜾺               | ZNAMENNY NEUME STRELA KRYUKOVAYA GROMOPOVODNAYA                       | Snamennyj-Neume Mechik Strela Kryukovaya Gromopovodnaya                         |
| U+1CFBB (118715) | 𜾻               | ZNAMENNY NEUME STRELA KRYUKOVAYA GROMOPOVODNAYA WITH DOUBLE ZAPYATAYA | Snamennyj-Neume Mechik Strela Kryukovaya Gromopovodnaya mit doppeltem Zapyataya |
| U+1CFBC (118716) | 𜾼               | ZNAMENNY NEUME STRELA KRYUKOVAYA GROMOKRYZHEVAYA                      | Snamennyj-Neume Mechik Strela Kryukovaya Gromokryzhevaya                        |
| U+1CFBD (118717) | 𜾽               | ZNAMENNY NEUME STRELA KRYUKOVAYA GROMOKRYZHEVAYA POVODNAYA            | Snamennyj-Neume Mechik Strela Kryukovaya Gromokryzhevaya Povodnaya              |
| U+1CFBE (118718) | 𜾾               | ZNAMENNY NEUME STRELA KRYUKOVAYA TRYASKA                              | Snamennyj-Neume Mechik Strela Kryukovaya Tryaska                                |
| U+1CFBF (118719) | 𜾿               | ZNAMENNY NEUME KUFISMA                                                | Snamennyj-Neume Mechik Kufisma                                                  |
| U+1CFC0 (118720) | 𜿀               | ZNAMENNY NEUME OBLAKO                                                 | Snamennyj-Neume Mechik Oblako                                                   |
| U+1CFC1 (118721) | 𜿁               | ZNAMENNY NEUME DUDA                                                   | Snamennyj-Neume Mechik Duda                                                     |
| U+1CFC2 (118722) | 𜿂               | ZNAMENNY NEUME NEMKA                                                  | Snamennyj-Neume Mechik Nemka                                                    |
| U+1CFC3 (118723) | 𜿃               | ZNAMENNY NEUME PAUK                                                   | Snamennyj-Neume Mechik Pauk                                                     |